# Patrick Simon (poète)
Pour les articles homonymes, voir Patrick Simon et Simon.
Patrick Simon (né le 5 mars 1953) est un poète et écrivain français. Québécois d'adoption, il est l'auteur de plusieurs essais et romans francophones.

## Biographie
Patrick Simon naît à Metz, en Lorraine, le 5 mars 1953. Il s'intéresse à la poésie dès 1968, publiant ses textes poétiques dans des revues spécialisées. En 1971, il crée une revue littéraire, avec des amis. « Graffitis » sera publiée de 1971 à 1973. Comme essayiste, il publie son premier ouvrage Toxicomanie : "mythes et réalités", en 1984 En 1994, il crée et gère le Salon du livre de Saint-Claude, dans le Jura, devenant adjoint à la culture dans la commune.
Depuis qu'il vit au Québec, Patrick Simon est membre titulaire de la Société Littéraire de Laval ainsi que de l'Union des écrivaines et des écrivains québécois (UNEQ) depuis 2004. Il est aussi directeur de la revue littéraire La Revue du Tanka francophone.

## Publications
Reconnu dans son travail d'écriture, plusieurs de ses ouvrages sont répertoriés à la Bibliothèque nationale du Québec, ou à la Bibliothèque nationale de France.

### Romans et récits
- Émoi et toi (1993)
- Esquisse des sentiments (1996)
- Impur (2004)

### Essais
- Drogues, toxicomanie : mythes et réalités (1984)
- Chemins vers l'autre (1990)
- Le Parler du jura (1994)
- Voltaire-Christin (1998) (avec Chanoine André Vuillermoz)
- Petit dictionnaire de la tolérance et de la citoyenneté (1999)
- Petit dialogue avec une sculptrice : Marguerite Gagneur (2004)
- Itinéraire d'un pacifiste dans les Balkans (2005)
- Sécurité humaine et culture de la paix (2007)